# Dipristes serripus
Dipristes serripus is een hooiwagen uit de familie Triaenonychidae.